# 158 (număr)
158 (o sută cincizeci și opt) este numărul natural care urmează după 157 și precede pe 159. A 158-a zi a anului este 7 iunie (într-un an bisect este 6 iunie) 

## În matematică
158:
- Este un număr semiprim.[2][3]
- Este un număr nontotient.[4]
- Este un număr Perrin.[5]
- Este un număr format din trei cifre. Suma cifrelor este 14. Produsul cifrelor lui 158 este 40. Pătratul numărului 158 este 24964.
- Al 158-lea număr prim este 929.

## În știință

### Astronomie
- NGC 158,  o stea dublă situată în constelația Balena.
- 158 Koronis, o planetă minoră, un asteroid din centura principală.

## Alte domenii
- U-158 este un submarin german.
- 158 î.Hr.
- AGM-158 JASSM este o rachetă americană.